# Arthur Hoffmann (athlétisme)
Pour les articles homonymes, voir Hoffmann et Arthur Hoffmann.
Arthur « Aute » Hoffmann (né le 10 décembre 1887 à Dantzig, province de Prusse-Occidentale et mort le 4 avril 1932 à Hambourg) est un athlète allemand spécialiste du sprint. Affilié au Berliner SC Komet 1899, il mesurait 1,75 m pour 64 kg.

## Biographie

### Palmarès
| Date | Compétition           | Lieu    | Résultat | Épreuve          | Performance  |
| ---- | --------------------- | ------- | -------- | ---------------- | ------------ |
| 1908 | Jeux olympiques d'été | Londres | 2e       | Relais medley    | 3 min 32 s 4 |
| 1908 | Jeux olympiques d'été | Londres | 15e      | Saut en longueur | 6,50 m       |

### Records
| Épreuve          | Performance | Lieu | Date |
| ---------------- | ----------- | ---- | ---- |
| 100 mètres       | 11 s 0      |      | 1908 |
| 200 mètres       | 22 s 8      |      | 1908 |
| Saut en longueur | 6,88 m      |      | 1908 |